# Rasúlovci
Rasúlovci (arabsky بنو رسول, Banú Rasúl) byla sunnitská arabská dynastie vládnoucí v Jemenu a Hadhramautu v letech 1229–1454. Rasúlovci převzali moc poté, co egyptští Ajjúbovci opustili jižní provincie Arabského poloostrova.

## Původ

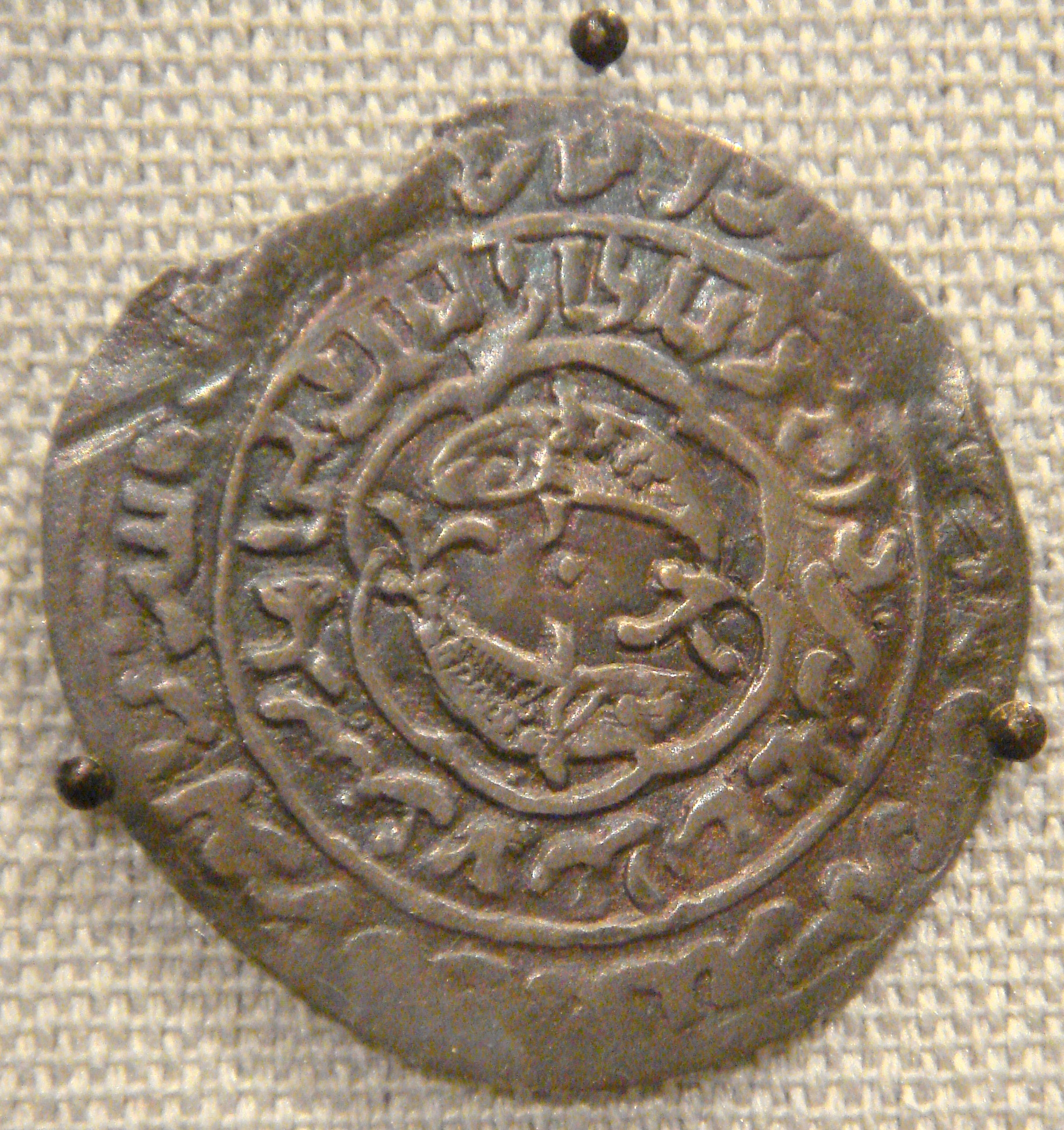
Rasúlovská mince, Aden, Jemen, 1335.

Rasúlovci byli potomci Rasúla (Muhammada ibn Harúna), nárokovali si původ od posledního vládce Ghásánovců, nicméně byli oguzského původu. Rasúl přišel do Jemenu kolem roku 1180, jako posel (arabsky rasúl) abbásovského chalífy. Jeho syn Alí byl nějakou dobu guvernérem Mekky a jeho vnuk Umar bin Alí se stal prvním sultánem dynastie Rasúlovců.

## Sultáni
- Al-Mansúr Umar I.	(1229–1250)
- Al-Muzaffar Júsúf I. (1250–1295)
- Al-Ašraf Umar II. (1295–1296)
- Al-Muajjád Daúd (1296–1322)
- Al-Mudžáhid Alí (1322–1363)
- Al-Afdal al-Abbás (1363–1377)
- Al-Ašraf Isma‘íl I. (1377–1400)
- An-Násir Ahmad (1400–1424)
- Al-Mansúr Abdullah (1424–1427)
- Al-Ašraf Isma‘íl II. (1427–1428)
- Az-Záhir Jahjá (1428–1439)
- Al-Ašraf Isma‘íl III. (1439–1442)
- Al-Muzaffar Júsúf II. (1442)